# 別德里基夫齊 (扎列希基區)
48°41′34″N 25°46′51″E / 48.69278°N 25.78083°E
別德里基夫齊（烏克蘭語：Бедриківці）是位於烏克蘭西部特諾皮爾州裏喬爾特基夫區的村莊，始建於1438年，面積17.5平方公里，海拔高度208米，2001年人口1,667，人口密度每平方公里95.1人。